# Jimmy Thordsen
James "Jimmy" Thordsen Lasvitt, (nacido el 23 de julio de 1948 en Nueva York, Nueva York) es un exjugador de baloncesto puertorriqueño. Con 1,93 metros de estatura, jugaba en la posición de ala-pívot.

## Trayectoria deportiva

### Universidad
Cugó cuatro temporadas con los Pumas del Saint Joseph’s College de Indiana, donde batió todos los récords de la universidad, siendo el primer jugador al que retiraron su camiseta, con el número 50, como homenaje. En sus tres últimas temporadas fue elegido jugador más valioso de la Indiana Collegiate Conference, y en 1975 fue incluido por los entrenadores en el mejor quinteto All-American, siendo el primer puertorriqueño en lograrlo.

### Profesional
Thordsen vivió su única experiencia europea durante la temporada 1975-76 con el Obradoiro, que entonces militaba en la segunda división española. Fue el máximo anotador del equipo, y estuvieron a punto de lograr el ascenso a primera.
Regresó posteriormente a su país, donde jugó durante catorce temporadas con los Gallitos de Isabela, con los que superó los 6000 puntos anotados en la BSN. En aquella competición fue elegido durante diez temporadas como jugador más caballeroso, y una como jugador más valioso.

### Selección nacional
Con la selección de baloncesto de Puerto Rico participó en dos Juegos Olímpicos, Múnich 1972 y Montreal 1976, donde obtuvo un sexto y noveno puesto respectivamente, llegando a disputar en ambas citas olímpicas un total de catorce partidos en los que anotó 74 puntos, destacando especialmente en su último partido olímpico, el jugado el 24 de julio de 1976 ante Italia en Montreal, en el que anotó 16 puntos, en un encuentro en el que los italianos ganaron a Puerto Rico por 95-81. Jimmy Thordsen también disputó el Mundial de 1974, que precisamente se disputó en Puerto Rico, y en el que la selección anfitriona consiguió finalizar en el puesto séptimo de la clasificación final del campeonato, y un año después, estuvo presente en los Juegos Panamericanos disputados en México en 1975, en los que la Selección de Puerto Rico conquistó la medalla de plata.